# Der Neue Mahnruf
Die Der Neue Mahnruf ist eine österreichische Zeitung mit kommunistischer Ausrichtung, die mit Unterbrechungen und teilweise unter anderem Namen seit 1927 in Graz und Wien erscheint.

## Der Arbeitslose
Von Anfang Februar 1927 bis zur 3. Ausgabe am 26. Februar hieß die Zeitung Der Arbeitslose und trug den Nebentitel Zentralorgan der Arbeitslosen Steiermarks. Sie enthielt keine Nachrichten, sondern diente der kommunistischen Agitation. Eigentümer des Arbeitslosen war Albert Pfneusl, Herausgeber und Verleger Anton Koch und Chefredakteur Wilhelm Kahopka.

## Der Mahnruf (Erste Republik)
Das Nachfolgerblatt war ab dem 4. März 1927 Der Mahnruf, welcher bis Mai 1929 erschien, bis ihn Der Neue Mahnruf ablöste. Von der Zeitung Der Mahnruf erschienen von März 1927 bis Mai 1929 insgesamt 19 Ausgaben. Er kam zuerst 14-täglich und danach wöchentlich in Graz heraus. Er führte zuerst den Nebentitel Organ für Arbeitslose und Arbeiter, später Kampfblatt der Werktätigen. Herausgeber und Verleger war weiterhin Anton Koch, auch der Eigentümer blieb unverändert Albert Pfneisl. Redakteure waren Wilhelm Kahopka und Albert Pfneisl. Auch Der Mahnruf war keine Nachrichtenzeitung, sondern sollte der kommunistischen Agitation dienen.

## Der Neue Mahnruf (Erste Republik)
Der Neue Mahnruf erschien in Graz und Wien zunächst von Mai 1929 bis Februar 1934. Er kam 14-täglich im Verlag von Hans Thoma heraus, der gleichzeitig als Eigentümer und Herausgeber fungierte. Ab 1929 wechselte die Eigentümerschaft sowie die Funktionen des Verlegers, Herausgebers und die Redakteure jedoch häufig. Im Lauf der Zeit führte das Blatt die Nebentitel Kampfblatt der Werktätigen, Im Auftrag der Kommunistischen Opposition Österreichs (Linke Kommunisten) oder Organ der Kommunistischen Linksoppositionellen Österreichs und ab Juni 1933 Organ der Marxisten. Internationalisten Österreichs. Im Jahr 1934 musste die Zeitung ihr Erscheinen einstellen.

## Mahnruf (Zweite Republik)
Nach dem Zweiten Weltkrieg erschien der Mahnruf mit dem Nebentitel für Freiheit und Menschenrecht von November 1946 bis März 1948 als Organ des Bundes der politisch Verfolgten – Österreichischer Bundesverband.

## Der Neue Mahnruf (Zweite Republik)
Nach der Auflösung des Bundes der politisch Verfolgten erschien ab 1. Oktober 1948 Der Neue Mahnruf mit dem Nebentitel Zeitschrift für Freiheit, Recht und Demokratie. Er war das Organ des Verbandes österreichischer KZler und sonst politisch Verfolgter in Wien (später KZ-Verband/VdA genannt) und erschien bis 2003 monatlich, seither zweimonatlich.
Die Zeitung machte sich häufig die DDR-Diktion zu eigen. So widmete sie in ihrer Ausgabe vom Juli/August 1953 eine ganze Seite dem Strafprozess gegen Erna Dorn. Erna Dorn hatte in der Haft in Halle damit geprahlt, KZ-Aufseherin gewesen zu sein, was zu einem Todesurteil führte und einer der großen Justizirrtümer der 1950er Jahre war. Die Zeitung übernahm auch die Verwechselung von Erna Dorn mit der tatsächlichen KZ-Aufseherin Gertrud Rabestein und schrieb: „Die ehemalige Kommandeuse des Frauen-KZ Ravensbrück, Erna Dorn (alias Rabestein), wurde von einem Gericht in Halle wegen ihrer aktiven Teilnahme an den faschistischen Ausschreitungen vom 17. Juni zum Tode verurteilt.“ Auch die Einschätzung, der DDR-Aufstand vom 17. Juni 1953 sei faschistisch motiviert gewesen, lag auf SED-Linie und war faktisch falsch.